# Янівський замок
Янівський замок — руїни замку в селі Долина Теребовлянського району Тернопільської області.
Розташований на некрутому пагорбі поблизу костелу. Був зведений коштом Яна Ґольського — засновника міста Янова Теребовельського — у формі прямокутника.  мури зі стрільницями, пошкоджені в кількох місцях, і досі оточують костел, власне є рештками колишніх фортифікацій. Мури були укріплені в кутах баштами, з яких найкраще дотепер збереглася північна башта. Це потужна, округла будівля з шістьма маленькими вікнами. Її верхній поверх було знесено, а перший ярус засипано всередині майже повністю землею та перетворено на пивницю пробоща.
Місцеві жителі називають її «польською порохівнею».
Від Яна Ґольського замок перейшов у власність Богушів. У 1675 році замок захопили та знищили турки.
У XVIII столітті, за володіння Богушів, в ньому було створено селітрову фабрику.